# Фридрих Фром
Фридрих Фром (на немски: Friedrich Fromm) е германски офицер, служил по време на Първата и Втората световна война.

## Биография

### Произход, младост и Първа световна война (1914 – 1918)
Роден е на 8 октомври 1888 г. в Берлин, Германска империя в семейство на немски генерал. През 1902 г. се присъединява към армията като офицерски кадет от пехотата. Участва в Първата световна война и до края ѝ е с чин лейтенант.

#### Междувоенен период
След нея се присъединява към Райхсвера, където е на служба в пехотни и кавалерийски подразделения.

#### Втора световна война (1939 – 1945)
В началото на Втората световна война, през 1939 г. е главнокомандващ на „Резервната армия“ (на немски: Ersatzheer). Заема тази длъжност през по-голямата част от войната.

##### Опит за държавен преврат
От 20 юли е косвено замесен в заговора срещу фюрера. Само косвено, тъй като отказва да вземе участие в така наречената „Операция Валкирия“, макар и да знае, че някои от неговите подчинени, най-вече Клаус фон Щауфенберг (началник на щаба) планират опит за покушение над Хитлер при посещението му във Вълчата бърлога. Въпреки всичко това той не прави никакви опити да го възпрепятства. Дори след като опитът пропада, за да си препише заслугите по осуетяването му, разпорежда да бъдат екзекутирани онези конспиратори, които са му най-известни, а именно Щауфенберг, Мерц фон Квирнхайм, Фридрих Олбрихт, Вернер фон Хафтен. Също така Фром заповядва на един от подчинените си да застреля лидера на заговорниците, генерал Лудвиг Бек, с изстрел във врата, след неговия неудачен опит за самоубийство. Всичко това обаче не спасява Фром.

#### Смърт
Снет е от длъжността командващ Резервната армия, малко по-късно е арестуван по заповед на Химлер. Осъден е на смърт от „Народната съдебна палата“, въпреки че съдът не успява да докаже прякото участие на Фром в заговора против Хитлер, а формулировката е „За неудовлетворително изпълнение на воинския дълг и проявена при това страхливост“. Екзекутиран в Бранденбургския затвор на 12 март 1945 г.

## Военна декорация
| - Германски орден „Железен кръст“ (1914) – II (?) и I степен (?) - Германска „Значка за раняване“ (1914) – черна (?) - Хамбургски орден „Ханзейски кръст“ (?) - Германски орден „Кръст на честта“ (?) | - Медал Аншлус (?) - Медал Судетия (?) - Германски орден „Железен кръст“ (1939, повторно) – II (?) и I степен (?) - Рицарски кръст (6 юли 1940) |